# Скокови у воду на Летњим олимпијским играма 1936.
Такмичења у скоковима у воду на Летњим олимпијским играма 1936. у Берлину, су одржана од 10. до 15. августа. Такмичење се одржало у четири дисциплине, две у мушкој и две у женској конкуренцији. Скакало се са одскочне даске на 3 метра и са торња високог 10 метара у обе конкуренције.
Најуспешнији се били представници САД који су освојили све 4 златве медаље, а укупно 10 медаља од могућих 12.
Учествовало је 69 такмичара 39 мушкараца и 30 жена из 21. земље, од којих су само две освајале медаље.

## Земље учеснице
| - Аустралија (1+0) - Аустрија (1+2) - Данска (0+2) - Чехословачка (3+0) - Египат (4+0) - Финска (1+0) - Француска (1+1) |  | - Холандија (1+0) - Италија (3+0) - Јапан (2+3) - Југославија (1+0)} - Канада (1+2) - Мађарска (2+0) - Мексико (1+0) |  | - Немачка (5+6} - Норвешка (1+2) - Перу (1+0) - Шведска (1+2) - САД (5+5) - Швајцарска (2+1 - Уједињено Краљевство (2+4) |

## Освајачи медаља

### Мушкарци
Мушкарци су у дисциплини скокова са одскочне даске од 3 метра скакали по десет, а скоковима са торња по осам скокова.
| Дисциплина |                    | Резултат |                 | Резултат |                      | Резултат |
| даска      | Ричард Деџенер САД | 163,57   | Маршал Вејн САД | 159,56   | Алан Грин САД        | 146,29   |
| торањ      | Маршал Вејн САД    | 113,58   | Елберт Рут САД  | 110,60   | Херман Шторк Немачка | 110,31   |

### Жене
Жене су у дисциплини скокова са одскочне даске од 3 метра скакале по шест, а скоковима са торња по четири скока.
| Дисциплина |                        | Резултат |                 | Резултат |                        | Резултат |
| даска      | Марџори Гестринг САД   | 89,27    | Кетрин Ролс САД | 88,35    | Дороти Појнтон-Хил САД | 82,36    |
| торањ      | Дороти Појнтон-Хил САД | 33,93    | Велма Дан САД   | 33,63    | Кете Келер Немачка     | 33,43    |

## Биланс медаља
| Позиција   | Држава                    | Злато | Сребро | Бронза | Укупно |
| ---------- | ------------------------- | ----- | ------ | ------ | ------ |
| 1          | Сједињене Америчке Државе | 4     | 4      | 2      | 10     |
| 2          | Немачка                   | 0     | 0      | 2      | 2      |
| Укупно (2) | Укупно (2)                | 4     | 4      | 4      | 12     |